# Cataratas de Ryūzu
As Cataratas de Ryūzu (竜頭の滝; transl. Ryūzu no Taki; literalmente, "Cataradas Cabeça de Dragão") é um conjunto de quedas de água, localizado próximo de Nikkō, Japão.